# سلول‌آرایه‌شناسی

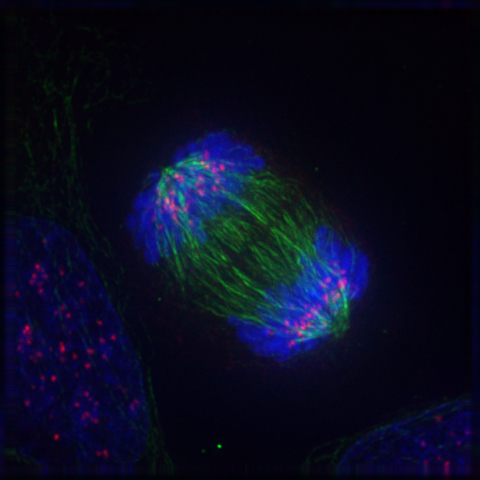
سلول در مرحلهٔ تقسیم کروموزوم آنافاز و تحلیل کینتوکور

سلول‌آرایه‌شناسی طبقه‌بندی ارگانیسم‌ها با استفاده از مطالعات مقایسه‌ای کروموزوم‌ها هنگام میوز است. اغلب، شواهد سیتولوژیکی با دیگر تجزیه و تحلیل‌ها، از جمله ژنومیک و تبارزایی دی‌ان‌ای-محور همراه و تقویت می‌شوند.